# Řád devíti úhlů

Hlavní symbol ONA

Řád devíti úhlů (anglicky Order of Nine Angles, zkráceně ONA nebo O9A) je skupina okultistů navazujících na satanismus a stezku levé ruky, vzniklá ve Spojeném království, dnes však rozšířená i do dalších zemí světa. Skupina sama tvrdí, že vznikla v 60. letech 20. století, předmětem zájmu veřejnosti se však stala až počátkem let osmdesátých, kdy vzbudila pozornost pro své kontakty s neonacismem. Skupina se hlásí k „tradičnímu satanismu“, užívá však také četné prvky hermetismu a novopohanství.
Podle vlastních tvrzení byl Řád založen koncem 60. let 20. století v oblasti Welsh Marches na rozhraní Anglie a Walesu ženou, která předtím byla členkou tajné předkřesťanské sekty, jež údajně v této oblasti přežila. V roce 1973 byl pak do téže skupiny iniciován muž jménem Anton Long, který se posléze stal velmistrem. Podle několika komentátorů z akademických kruhů je Anton Long ve skutečnosti pseudonym známého britského neonacisty Davida Myatta, ačkoli Myatt sám to popírá. Od druhé poloviny 70. let Long napsal celou řadu knih a článků, v nichž propagoval ideály Řádu. V roce 1988 Řád začal publikovat vlastní časopis jménem Fenrir. Tak se Řád dostal do spojení s ostatními neonacisticko-satanistickými skupinami, především poté, co ve 21. století začal používat internet.
Podle řádové nauky jsou dějiny lidstva sérií eonů, z nichž každému odpovídá jedna civilizace. Civilizací současného eonu je západní civilizace, která je však ohrožena „nazarejským“ vlivem judaismu a křesťanství. Proti judaismu a křesťanství Řád bojuje a chce založit nový militaristický společenský řád, označovaný jako Impérium. To je nezbytné k tomu, aby se vytvořila galaktická civilizace, v níž árijská rasa kolonizuje Mléčnou dráhu. V rámci duchovní cesty, kterou Řád doporučuje, jsou praktici instruováni k tomu, aby překonávali tabu, izolovali se od společnosti, dopouštěli se trestných činů, participovali na činnosti extremistických hnutí, dopouštěli se násilí a prováděli lidské oběti. Členové Řádu praktikují magii: věří, že jsou schopni směřovat energie z „kauzálního“ světa do „akauzálního“, kde neplatí fyzikální zákony. Pomocí takovýchto magických aktů se snaží dosáhnout svého konečného cíle, ustanovení Impéria.
Řád devíti úhlů nemá žádnou centrální autoritu či strukturu, funguje jako široká síť sympatizantů (tzv. kollective) inspirovaných texty Antona Longa a dalších členů. Skupina se skládá především z v utajení působících buněk označovaných jako nexions. Akademický výzkum skupiny odhaduje, že počet osob v širším smyslu spojených s řádem činí asi několik tisíc. Protože je se sympatizanty Řádu spojeno několik případů znásilnění, vraždy a terorismu, někteří britští politici volají po tom, aby byl Řád prohlášen za teroristickou organizaci.

## Historie

### Počátky
Podle akademiků je obtížné získat „přesné a ověřitelné informace“ o počátcích Řádu vzhledem k vysoké míře utajení, s jakou operuje, aby se chránil. Podobně jako jiné okultní organizace halí Řád svou historii do „mystéria a legendy“ a o svých počátcích a vývoji vytváří „mytický narativ“. Řád se prohlašuje za nástupce předkřesťanských náboženských tradic, které přežily christianizaci Británie a byly předávány z generace na generaci v malých skupinkách čili chrámech (temples) v oblasti Welsh Marches na pomezí Anglie a Walesu; každý chrám měl svého velmistra (Grand Master) či velmistryni (Grand Mistress). Podle tvrzení Řádu koncem 60. let velmistryně jedné takové skupinky spojila tři chrámy, Camlad, Chrám Slunce (the Temple of the Sun) a Noktuliány (The Noctulians), v jediný celek, čímž vznikl Řád devíti úhlů. Řád zpočátku nepřijímal lidi zvenčí.
Podle tvrzení Řádu byl jedním z těch, které tato velmistryně zasvětila do skupiny, jistý Anton Long, britský občan, který prožil mládí na cestách po Africe, Asii a Středním Východě. Long se před svým kontaktem s Řádem již několik let zajímal o okultismus, v roce 1968 kontaktoval jistý coven ve východoanglických rašeliništích, následně se přestěhoval do Londýna, kde praktikoval ceremoniální magii navazuje na tradici Hermetického řádu Zlatého úsvitu a díla Aleistera Crowleyho. Údajně byl také v době, kdy potkal velmistryni Řádu devíti úhlů, krátce členem satanistického Pravověrného chrámu Knížete (Orthodox Temple of the Prince) v Manchesteru. K Řádu devíti úhlů se připojil v roce 1973 (jako první nový zasvěcenec po pěti letech) a stal se nástupcem velmistryně. Uvedl, že skupina v té době slavila slunovraty a rovnodennosti v tzv. henges a kamenných kruzích.
Když se velmistryně přestěhovala do Austrálie, Long se stal novým velmistrem skupiny a rozhodl se posunout vývoj organizace do nové fáze, která zahrnovala zveřejnění řádových doktrín. Od druhé poloviny 70. let Long vyzýval k zakládání nových chrámů Řádu a od roku 1976 začal psát dlouhou řadu textů vysvětlujících a kodifikujících jeho učení, mytologii a strukturu. Tyto texty jsou psány v angličtině, obsahují však také pasáže ve starořečtině a jednotlivé termíny ze sanskrtu a arabštiny. Historik Nicholas Goodrick-Clarke, známý odborník na ezoterismus, uvádí, že Long v těchto textech „evokuje svět čarodějnic, vesnických čarodějů postavených mimo zákon, orgií a krvavých obětí v osamělých chatkách v lesích a údolích této oblasti“, tj. Shropshire a Herefordshire, „kde žil od první poloviny 80. let 20. století“.

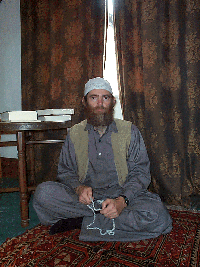
David Myatt (na snímku z roku 1998 krátce po své konverzi k islámu), obvykle identifikovaný s Antonem Longem, hlavním ideologem Řádu

Skutečná identita Antona Longa zůstává tajemstvím. Protifašistický časopis Searchlight nicméně v roce 1988 identifikoval Longa se známým britským neonacistou Davidem Myattem. Myatt se narodil v roce 1950 a byl členem různých neonacistických skupin: zprvu byl osobním strážcem neonacisty Colina Jordana z organizace British Movement, později se připojil k organizaci Combat 18 a nakonec spoluzaložil organizaci National Socialist Movement a stal se jejím prvním vůdcem. Uvádí se, že jeho spis A Practical Guide to Aryan Revolution, kde obhajuje užívání násilí v boji za neonacistickou ideologii, ovlivnil teroristu Davida Copelanda, který mezi 17. a 30. dubnem 1999 v Londýně podomácku vyrobenými hřebíkovými bombami zabil tři lidi včetně těhotné ženy a 140 dalších zranil. Myatt v roce 1998 konvertoval k islámu a prožil osm let jako praktikující muslim. Během tohoto období vyzýval k džihádu proti sionismu a západním spojencům Izraele. V roce 2010 oznámil, že se islámu zříká a nyní praktikuje ezoterickou tradici, kterou označil jako Posvátná cesta (the Numinous Way).
Ztotožnění Longa s Myattem podpořili také Goodrick-Clarke a Jacob C. Senholt, který také předložil některé další doklady. Podle Senholta je Myattův příklon k neonacismu a islamismu projevem tzv. insight roles, praktiky, kterou Řád doporučuje, totiž zdánlivého zapojení se do protispolečenských hnutí. Téhož názoru je i odborník na satanismus Per Faxneld. V roce 2015 Myatta s Longem identifikoval člen Řádu označující se jako R. Parker. Massimo Introvigne uvádí, že Řád sám „víceméně uznal“, že Long je Myatt, což ale Řád sám odmítá.
Myatt sám popřel jakékoli spojení s Řádem i užívání pseudonymu Anton Long a argumenty pro svou identifikaci s Longem prohlásil za nedostatečné. Také religionista George Sieg o identifikaci Myatta s Longem pro značné rozdíly mezi autorským stylem, osobností a tónem jejich textů pochybuje. Identifikaci neuznává ani odborník na pravicový extremismus Jeffrey Kaplan. Religionista Connell R. Monette uvažuje o možnosti, že „Anton Long“ je kolektivní pseudonym několika lidí.

### Vystoupení na veřejnost
Řád se stal předmětem pozornosti veřejnosti počátkem 80. let. V 80. a 90. letech šířil své poselství v různých časopisech a vydal také knihy jako The Black Book of Satan a Naos. V roce 1988 začal vydávat vlastní časopis Fenrir. Mezi publikovanými materiály jsou filosofické eseje, návody k rituálům, poezie i povídky. The Black Book of Satan je ústředním rituálním textem Řádu. Řád také vydal svou hudbu, tarotovou hru označovanou jako Sinister Tarot a trojrozměrnou deskovou hru Star Game. Řád také navázal spojení s jinými nacisticko-satanistickými skupinami, jeho mezinárodním distributorem se stal novozélandský neonacista Kerry Bolton, zakladatel skupiny The Black Order of Pan Europa, který je Řádem označen za adepta a má přístup k soukromé knihovně krajněpravicového a okultního materiálu, kterou vlastní skupina Order of the Jarls of Bælder. Podle Monetteho má nyní skupina odnože ve Spojených státech, Evropě, Brazílii, Egyptě, Austrálii a Rusku. K přičleněným skupinám patří i americký Tempel ov Blood, který vydal mnoho textů v nakladatelství Ixaxaar Press. Jinou americkou skupinou je kalifornská White Star Acception, která je označována za hlavní představitele Řádu v USA, i když se od jeho nauky v určitých aspektech odchyluje.
Počátkem 90. let Řád vstoupil do druhé fáze svého vývoje, kdy se přestal zaměřovat na nábor nových členů a oslovení okultní komunity a místo toho se orientoval na cizelování svého učení. To vedlo ke spekulacím, že Řád zanikl. V roce 2000 Řád začal působit na Internetu a používat toto médium k šíření svých textů. V roce 2008 Řád oznámil vstup do třetí fáze své historie, v níž se opět zaměří na propagaci prostřednictvím sociálních médií. V roce 2011 oznámila „stará garda“ Řádu, že se na jeho veřejných aktivitách už nebude podílet, v roce 2012 oznámil ukončení veřejné aktivity i sám Long, i když v Řádu pravděpodobně zůstává aktivní.

## Nauka a struktura
Řád se hlásí k „levostranně-posvátné“ (sinisterly-numinous; anglické slovo sinister může znamenat „levostranný“, cf. stezka pravé a levé ruky, nebo „zlověstný“) mystické tradici. Uvádí, že „nyní není a nikdy nebyl ani striktně satanistický, ani striktně levoruký, ale užívá satanismus a stezku levé ruky jako kauzální formy, tj. techniky/zkušenosti/zkoušky/výzvy“, které mohou pomoci praktikovi v jeho duchovnímu rozvoji. Monette označuje nauku Řádu za „fascinující směs hermetismu a tradičního satanismu s prvky pohanství“. Faxneld Řád označuje za „extrémní a nebezpečnou formu satanismu“ a „jednu z nejnebezpečnějších satanistických skupin na světě“. Jeffrey Kaplan a Leonard Weinberg charakterizují řád jako „nacionálně-socialisticky orientovanou satanistickou skupinu“, také Nicholas Goodrick-Clarke jej považuje za „satanistický nacistický kult“, který „kombinuje pohanství s oslavováním Hitlera“. Dodává, že Řád „oslavuje temnou, destruktivní stránku života protikřesťanskými, elitistickými a sociálně darwinistickými naukami“. Pro spojení satanismu a novopohanství je religionista Mattias Gardell označuje za „pohanskou satanistickou stezku“. George Sieg navrhuje označovat Řád za postsatanistický, protože „překonal (ale úplně neopustil) identifikaci s původním satanistickým paradigmatem“.

### Tradiční satanismus a pohanství
Řád charakterizuje svůj okultismus jako „tradiční satanismus“ (Traditional Satanism), což podle Faxnelda vyjadřuje „vědomou strategii budování legitimity... odkazem na tajuplnou starobylou moudrost“ a zároveň vymezení se vůči laveyovskému satanismu, který svou legitimitu staví nikoli na tradici, ale na vědě, racionalitě a osobním charismatu Antona Szandora LaVeye. Long sám v textu Selling Water By The River říká: „Tradiční satanismus je termín užívaný pro levostrannou (sinister) cestu, která byla po staletí předávána individuálně.“ Podle experta na satanismus Jespera Aagaarda Petersena Řád představuje „novou interpretaci satanismu a stezky levé ruky“.
Podle experta na esoterismus Nicholase Goodricka-Clarka Long „odmítá kvazináboženskou organizaci a ceremoniální šaškárny Církve Satanovy, Séthova chrámu a dalších satanistických skupin. Věří, že tradiční satanismus jde daleko za pouhé uspokojení principu slasti a zahrnuje namáhavou snahu o sebeovládání, sebepřekonání v nietzschovském smyslu a nakonec kosmickou moudrost. Jeho pojetí satanismu je praktické, s důrazem na osobní vrůst do říše temnoty a nebezpečí skrze praktické úkony odvahy, vytrvalosti a riskování života“.
„Cílem satanismu Řádu devíti úhlů je vytvořit nového jednotlivce skrze přímou zkušenost, praxi a osobní rozvoj; stupně systému Řádu devíti úhlů jsou vysoce individuální, založené na praktickém jednání v reálném životě iniciovaných, nikoli jen na provedení jistých obřadných rituálů.“ Satanismus v pojetí Řádu devíti úhlů tedy vyžaduje, aby se jednotlivec vydal do hájemství zakázaného a ilegálního a překonal tak kulturní, politická a společenská tabu. Toto záměrné překračování společenských norem bylo charakterizováno jako „agresivní a elitářská spiritualita“. Podle religionisty Grahama Harveyho Řád devíti úhlů zapadá do stereotypu satanisty „lépe než jiné skupiny“ právě proto, že se záměrně podílí na „hluboce šokujících“ a ilegálních aktivitách.
Řád devíti úhlů je silně kritický k větším satanistickým skupinám, jako je Církev Satanova nebo Séthův chrám, které považuje za pseudosatanistické, protože se zaměřují na „pozlátko spojené se satanismem“, ale „bojí se zakusit jeho vnitřní skutečnost“. Církev Satanova naopak ostře kritizuje, že se Řád „paranoidně“ prohlašuje za jedinou baštu satanské tradice. Kaplan nicméně tyto „interní tenze“ označuje za běžnou součást satanistického světa. Long k těmto sporům napsal, že Řád „nikdy neusiloval o to být rovnocennou organizací s nárokem na nějaký druh autority… Když jsme v minulosti my a nám podobní říkali věci, které druzí vykládali jako nepřátelské Chrámu Séthovu nebo LaVeyovi, jednoduše jsme přijímali roli Protivníka – zpochybňovali jsme to, o čem se nám zdálo, že se to stává dogmatem“.
Ačkoli se hlásí k předkřesťanským počátkům a charakterizuje satanismus jako „militantní pohanství“, Řád neusiluje o obnovení předkřesťanských náboženských systémů. V jednom svém textu uvádí, že „všichni minulí bohové různých západních tradic jsou nyní zastaralí v důsledku sil, které rozpoutává jedině satanismus“. Goodrick-Clarke nicméně poznamenává, že myšlenky a rituály skupiny jsou založeny na pohanských prvcích, jako je anglosaský předkřesťanský koncept wyrd (osud jednotlivce), důraz na obřady slunovratu a rovnodennosti, připravování kadidla ze stromů, které jsou typické pro Anglii a podobně. Praktici Řádu podnikají „černé poutě“ na prehistorická kultická místa ve Shropshiru a Herefordshiru. Monette dodává, že „kritické zkoumání klíčových textů Řádu devíti úhlů ukazuje, že satanské přesahy jsou kosmetické a že jádro mýtu a kosmologie jsou hermetické s pohanskými vlivy“.

### Eónská kosmologie a nacismus
Řád devíti úhlů věří, že vesmírná evoluce se řídí „levostrannou dialektikou“ (sinister dialectics) střídání různých eonických energií. Historie se dělí na sérii eonů, z nichž každý byl ovládán lidskou civilizací, která se vynořila, vyvinula a pak zahynula. Každý eon trvá přibližně dva tisíce let, odpovídající civilizace se vyvíjí posledních 1500 let tohoto období. Po osmi staletích růstu každá civilizace čelí problémům, což vede k „času strádání“ (time of troubles), který trvá 398-400 let. Finální etapou každé civilizace je období, které trvá přibližně 390 let, kdy je kontrolována silným militaristickým a imperialistickým režimem; poté civilizace padne. Řád věří, že lidstvo prošlo pěti eony s pěti odpovídajícími civilizacemi: prvotní (primal), hyperborejskou, sumerskou, řeckou a západní. Goodrick-Clarke a Senholt poukazují na to, že systém eonů je inspirován dílem Arnolda Josepha Toynbeeho, Senholt poukazuje také na možný vliv Crowleyho. Řád sám však uvádí, že jejich pojetí „nemá s Crowleym nic společného“, ale je založeno na díle Toynbeeho a Oswalda Spenglera.
Současná západní civilizace podle Řádu překonala svůj čas strádání, militaristická vláda Impéria by měla začít někdy mezi lety 1990-2011 a trvat do roku 2390. Na to naváže období chaosu, v němž bude ustanoven šestý eon, eon ohně, který bude reprezentován galaktickou civilizací, v níž árijská rasa kolonizuje Mléčnou dráhu. Řád nicméně poukazuje na to, že na rozdíl od ostatních eonských civilizací byla západní civilizace „nakažena“ tím, co označuje za mágsko-nazarejský (Magian/Nazarene) vliv, reprezentovaný křesťanstvím a judaismem. Podle Řádu byla kdysi západní civilizace „pionýrskou entitou proniknutou elitistickými hodnotami a oslavující cestu válečníka“, ale pod vlivem židokřesťanského étosu se stala „esenciálně neurotickou, do sebe zahleděnou a posedlou“, přijala humanismus, kapitalismus, komunismus, „podvod demokracie“ a „dogma o rovnosti ras“. Řád věří, že „mágsko-nazarejské“ síly reprezentují protievoluční trend, který ohrožuje dosažení západního Impéria a tedy i evoluci lidstva, a považuje za nutné tohoto „kosmického nepřítele“ silou vůle překonat. Goodrick-Clarke a Sieg poukazují na to, že tyto myšlenky a koncepty jsou ovlivněny dílem Oswalda Spenglera (který ovšem byl ostrým kritikem nacismu a rasismu) a Francise Parkera Yockeye.
| „                             | Adolf Hitler was sent by our gods To guide us to greatness We believe in the inequality of races And in the right of the Aryan to live According to the laws of the folk. We acknowledge that the story of the Jewish "holocaust" Is a lie to keep our race in chains And express our desire to see the truth revealed. We believe in justice for our oppressed comrades And seek an end to the world-wide Persecution of National-Socialists. | Adolf Hitler byl seslán našimi bohy, aby nás vedl k velikosti. Věříme v nerovnost ras a v právo Árijců žít podle zákonů svého rodu. Vyznáváme, že příběh o židovském „holocaustu“ je lež sloužící k tomu, aby držela naši rasu v okovech, a vyjadřujeme svou touhu vidět odhalenou pravdu. Věříme ve spravedlnost pro naše pronásledované soukmenovce a usilujeme o ukončení celosvětové perzekuce nacionálních socialistů. | “ |
| — Mše hereze Řádu devíti úhlů | | |   |

Řád devíti úhlů otevřeně chválí nacistické Německo jako „praktické vyjádření satanského ducha, záblesk luciferského světla radosti a moci v jinak nazarejském, pacifikovaném a nudném světě“. Popírá holocaust a považuje jej za mýtus vytvořený židokřesťanským establishmentem za účelem očernění nacistické vlády a vymazání jejích úspěchů z „psýché Západu“. Skupina věří, že neonacistická revoluce je nezbytná k překonání mágsko-nazarejské dominance a vytvoření Impéria, což lidstvu umožní v budoucnosti vytvořit galaktickou civilizaci. V materiálech Řádu se objevuje otevřené oslavování nacismu a Adolf Hitler je dokonce oslavován v jeho ústředním rituálu, Mši hereze. Některé texty Řádu nicméně zdůrazňují, že členové by neměli neonacismus a rasismus přijímat jako svou upřímnou víru, ale jen jako část strategie za účelem uspíšení eonské revoluce. Text obdobného rituálu australské odnože Řádu, The Temple of THEM, nahrazuje zmíněnou oslavu Hitlera za odpovídající oslavu Usámy bin Ládina. Texty Chloe Ortegové a Kayly DiGiovanni, hlavních autorek americké větve Řádu označované jako White Star Acception, antisemitské a rasistické prvky typické pro Longovy texty neobsahují a Sieg je charakterizuje spíše jako levicově anarchistické.

### Iniciace a sedmidílná cesta
Ústředním systémem Řádu je tzv. sedmidílná cesta (Seven Fold Way neboli Hebdomadry), popsaná v textu Naos. Sedmidílnou cestu reflektuje symbolická kosmologie skupiny, strom wyrdu (Tree of Wyrd), na kterém je umístěno sedm nebeských těles - Měsíc, Venuše, Merkur, Slunce, Mars, Jupiter a Saturn. Výraz wyrd je převzatý ze staroangličtiny a znamená „osud“. Monette soudí, že tento systém je ovlivněn středověkými arabskými texty jako Picatrix nebo Šams al-Ma'arif. Sedmidílná cesta se odráží i v iniciačním systému skupiny, který má sedm stupňů:
1. neofyta (Neophyte),
2. zasvěcenec (Initiate),
3. vnější adept (External Adept),
4. vnitřní adept (Internal Adept),
5. mistr/mistryně (Master/Mistress),
6. velmistr/múza (Grand Master/Mousa),
7. nesmrtelný (Immortal).[84]

Skupina uvádí, že velmi málo členů se dostalo na pátý a šestý stupeň, v roce 1989 údajně na stupni mistra byli pouze čtyři lidé.
Řád jako takový nové členy nezasvěcuje, ale očekává, že se jednotlivci zasvětí sami. Zasvěcenci musí být v dobré fyzické kondici a skupina jim doporučuje tréninkový program. Od nových členů se očekává, že si najdou magického partnera opačného pohlaví, nebo i téhož pohlaví, pokud jsou homosexuálové. Praktik musí v každé skupině podstoupit osobní a čím dál náročnější úkoly. Popisy těchto úkolů jsou přístupné ve veřejně dostupných materiálech, protože Řád věří, že skutečně iniciační charakter nemá informace o úkolu, ale samotná zkušenost. Na stupni vnějšího adepta například kandidát musí mimo jiné najít osamělé místo a celou noc tam nehybně ležet beze spánku. Pro zasvěcení do stupně vnitřního adepta kandidát musí opustit lidskou společnost na tři měsíce, od rovnodennosti do slunovratu, nebo (častěji) na šest měsíců, během této doby musí žít bez moderních technologií a kontaktu s civilizací. Při následujícím stupni musí kandidát vykonat rituál abyssu (the Ritual of the Abyss) – po celý lunární měsíc vytrvat sám v temné jeskyni. Podle Jeffreyho Kaplana tyto fyzicky i psychicky náročné úkoly „reflektují sebepojetí Řádu devíti úhlů jako předvojové organizace tvořené úzkou uzavřenou skupinkou nietzschovských elit“.
Důležitou součástí iniciačního systému Řádu devíti úhlů je přijetí tzv. insight roles, kdy se kandidát na 6–18 měsíců zapojí do politicky extrémní skupiny ne proto, že by souhlasil s její ideologií, ale proto, aby získal zkušenost odlišnou od normálního života. Řád svým členům doporučuje přijímat insight roles v anarchistických, neonacistických i islamistických organizacích, protože u těchto skupin je kromě osobní zkušenosti přidaná hodnota v podrytí židokřesťanského společensko-politického systému Západu a uspíšení příchodu Impéria. Monette nicméně poznamenává, že doporučené insight roles se v průběhu času měnily: zatímco v 80. letech a počátkem let 90. let Řád doporučoval zapojit se do kriminálních nebo vojenských aktivit, koncem 90. let a v prvních letech 21. století se naopak doporučovalo buddhistické mnišství. I v této oblasti Řád zasvěcence vyzývá k porušování tabu a narušování své komfortní zóny. Jedná se o extrémní aplikaci antinomismu, který je pro spiritualitu levé ruky typický. Senholt se domnívá, že Myattovo zapojení do neonacistických a islamistických organizací bylo právě jeho insight role.

### Akauzální říše, magie a temní bohové
Řád věří, že lidé žijí v kauzální říši, kde platí zákon příčiny a následku. Vedle toho však existuje akauzální říše, kde zákony fyziky neplatí. Posvátné energie z akauzální říše lze vtáhnout do kauzálního prostřednictvím magie (Řád v angličtině užívá pravopis magick). Řád rozlišuje vnější, vnitřní a eonskou magii. Vnější magie se rozlišuje na ceremoniální magii (kterou provádí více než dva lidé se specifickým cílem), a hermetickou magii, kterou provádí jednotlivec nebo pár; často jde o sexuální magii. Cílem vnitřní magie je dosažení změněného stavu vědomí, aby praktik mohl projít procesem „individuace“, jehož výsledkem je adeptství. Nejpokročilejší formou magie, kterou Řád devíti úhlů užívá, je eonská magie, jejíž praxe je určena výlučně pro ty, kdo už dokonale ovládli vnitřní i vnější magickou praxi a dosáhli mistrovského stupně. Cílem eonské magie je ovlivňovat velké skupiny lidí po dlouhá časová období a ovlivňovat tak budoucí eony. Eonská magie se užívá především k narušení současného společensko-politického systému západního světa, který je podle názoru Řádu deformován judaismem a křesťanstvím.

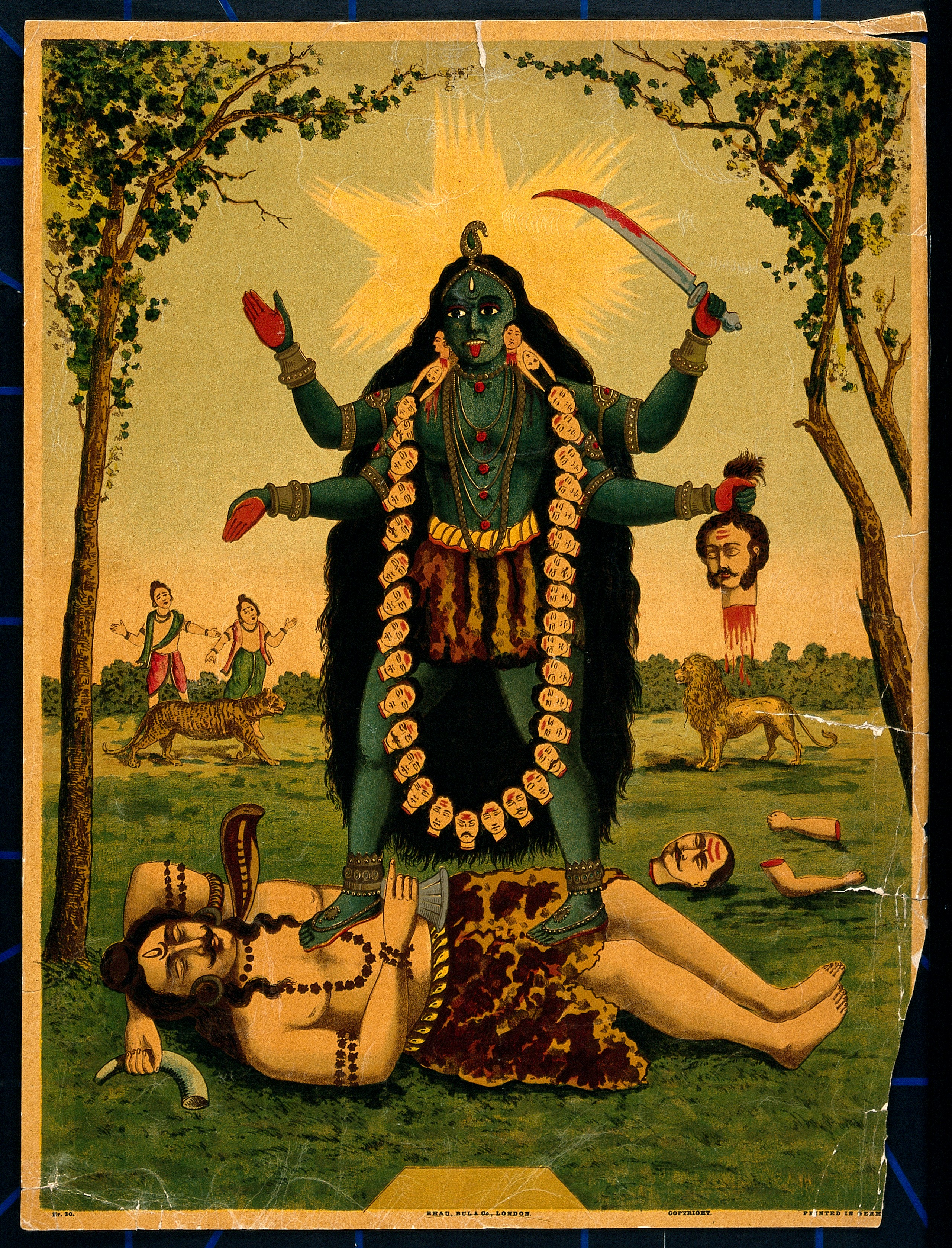
Temná bohyně Bafomet, kterou Řád uctívá, má podle Monetteho silné paralely s hinduistickou bohyní Kálí (na obrázku).

Eonská magie řádu se zaměřuje na dvě metody. První zahrnuje obřady a zpěvy, které mají otevřít bránu (nexion) do akauzální říše a manifestovat energie v kauzální říši tak, jak si praktik přeje. Druhá metoda se uskutečňuje pomocí pokročilé formy zvláštní deskové hry Star Game, kterou Řád vynalezl. Jednotlivé kameny v této hře reprezentují různé eony. Řád věří, že když zasvěcenec hraje tuto hru, stává se živým nexionem, kanálem, kterým mohou akauzální energie vstoupit do kauzální říše a způsobit změnu eonu. Pokročilá forma této hry je součást výcviku pro stupeň vnitřního adepta. Myatt uvádí, že tuto hru vynalezl v roce 1975.
Podle Řádu existují v akauzální říši „temní bohové“ (Dark Gods), podle některých členů však nejde o reálné bytosti, nýbrž o aspekty lidského podvědomí. Tyto entity jsou považovány za nebezpečné a Řád vybízí k opatrnosti při komunikaci s nimi. Jednou z temných bohyň, o nichž se ve veřejně přístupných materiálech Řádu hovoří, je bohyně Bafomet, zobrazovaná jako zralá žena s useknutou hlavou. Její jméno je podle Řádu řeckého původu. Další entity mají podle Monetteho jména odvozená z klasické atrologie, např. Kthunae, Nemicu či Atazoth.
Další akauzální postavou je Vindex, což v latině znamená „mstitel“. Řád věří, že se Vindex jednou zrodí jako lidská bytost – ačkoli jeho pohlaví či etnicita nejsou známy – v kauzální říši. Jde o mesiánskou postavu, která svrhne mágské (Magian) síly a ustanoví novou společnost. Sieg přirovnává víru ve Vindexe k postavě Kalkiho v díle esoterické hitleristky Sávitrí Déví. Podle Řádu je možné zajistit si duchovními praktikami posmrtný život v akauzální říši. Proto je posledním stupněm sedmidílné cesty „nesmrtelný“ – zasvěcenec, který je schopen přejít do života v akauzální říši.

### Lidské oběti
Texty Řádu schvalují a doporučují provádění lidských obětí, obětovaný člověk se označuje jako opfer. Tematice lidské oběti se věnují dokumenty A Gift for the Prince – A Guide to Human Sacrifice, Culling – A Guide to Sacrifice II, Victims – A Sinister Exposé a Guidelines for the Testing of Opfers. Podle nauky Řádu musí „obětník“ budoucí oběti umožnit, aby „sama sebe vybrala“ (self-select): musí oběť nejprve vyzkoušet, zda se u ní projevují (údajné) charakterové vady. Pokud je budoucí oběť má, považuje se za hodnou smrti a může být obětována. Za vhodné opfers se považují osoby špatného charakteru, členové „pseudosatanistických skupin“ jako Církev Satanova nebo Séthův chrám, horliví „nazarejci“ (tj. křesťané), novináři, obchodníci a političtí aktivisté, kteří jdou proti cílům skupiny. Řád dodává, že právě pro nutnost sebevýběru opfers nemohou být děti. Odmítá také zvířecí oběti.
Oběť je provedena fyzickými nebo magickými prostředky. Věří se, že obětník absorbuje tělesnou i duchovní sílu oběti a vstoupí na novou úroveň vědomí. Řád věří, že lidská oběť posiluje charakter obětníka umocněním jeho propojení s akauzálními silami smrti a ničení, a zároveň že odstraňuje ze společnosti ty, které Řád považuje za bezcenné. Monette uvádí, že žádný nexion Řádu dosud veřejně nepřiznal rituální provedení lidské oběti, ale že jejich členové se připojili k policii a armádě, aby mohli legálně zabíjet.
Řád věří, že jeho lidské oběti navazují na údajně prehistorickou tradici lidských obětí bohyni jménem Bafomet o jarní rovnodennosti a hvězdě Arcturus o podzimní rovnodennosti. Postoj Řádu k lidským obětem se stal předmětem kritiky ze strany jiných satanistických organizací, například Séthova chrámu, podle nichž poškozuje jejich snahu učinit satanismus na západě společensky akceptovanějším.

### Devět úhlů
Specialisté na okultismus obvykle spojují koncept devíti úhlů s Církví Satanovou, Řád devíti úhlů však ve svých textech uvádí různá vysvětlení toho, co pojem „devět úhlů“ vlastně znamená. Jedním z výkladů je, že se vztahuje k sedmi planetám řádové kosmologie, k nimž se přičítá osmý úhel reprezentují celý systém a devátý úhel reprezentující samotného mystika. Podle dalšího výkladu jde o sedm „normálních“ alchymistických procesů plus jakési dva další. Podle třetího výkladu jde o odkaz na devět emanací božství podle súfismu. Podle Monetteho však může jít i o odkaz na staroindický systém, který rozděluje sluneční soustavu na devět planet.
Podle Řádu samotného se pojem devíti úhlů vztahuje nejen na devět emanací a transformací tří základních alchymistických substancí (rtuť, síra a sůl), jak se užívá ve Star Game, ale také na hermetickou cestu tvořenou sedmi sférami a dvěma akauzálními aspekty.

## Organizace
Řád devíti úhlů je tajná organizace. Nemá centrální řízení, funguje jako síť spřízněných satanistů, které označuje jako kollective. Podle Monetta to „není strukturovaná lóže nebo chrám, ale spíše hnutí, subkultura či metakultura, k níž se její příznivci rozhodnou připojit nebo se s ní identifikovat“. Monette také poznamenává, že absence centrální struktury napomáhá přežívání Řádu, protože jeho osud nezávisí na jediném vůdci. Řád neužívá ani pojem „člen“ (member), ale spíše „spolupracovník“ (associate). V roce 2012 rozdělil Long osoby související s Řádem na šest kategorií: spolupracovníky tradičních nexionů, Niners, Balobians, členy gangů a kmenů, následovníky tradice Rounwytha a ty, kdo se zapojují do jiných skupin inspirovaných Řádem.
Termíny Drecc a Niner označují ty, kdo podporují cíle Řádu praktickými (mimo jiné i kriminálními), ale nikoli esoterickými prostředky. K takovým skupinám patří i White Star Acception, která tvrdí, že provádí znásilnění, útoky a loupeže, aby zvýšila moc skupiny; Sieg poznamenává, že skutečná kriminální činnost nebyla prokázána. Balobian je člověk, který podporuje skupinu uměleckou nebo hudební tvorbou. Rounwytha je tradice lidových mystiček (většinově žen, minoritně mužů), kteří mají podle Řádu zvláštní parapsychologické schopnosti a ztělesňují „levostranný ženský archetyp“. Ženy praktikující Rounwytha často žijí izolovaně v malých, často lesbických komunitách.
Řád se skládá ze samostatných buněk známých jako nexiony. Původní shropshirská buňka je známa jako Nexion nula (Nexion Zero). Většina dalších skupin vznikla v Británii, Irsku a Německu, ale také v USA, Austrálii, Brazílii, Egyptě, Itálii, Španělsku, Portugalsku, Srbsku, Rusku a Jižní Africe. Řecké křídlo skupiny se označuje jako Mirós tou Zeús. Některé z těchto skupin, především americký Tempel ov Blood, se považují za odlišné od Řádu, ačkoli připouští, že jsou jím silně ovlivněny a mají s ním úzké styky.

### Vnější zástupce
Někteří akademici zdůrazňují, že v Řádu devíti úhlů existuje vnější zástupce (Outer Representative), oficiální mluvčí skupiny pro vnější svět. Poprvé se jako vnější zástupce označil Richard Moult, umělec a skladatel ze Shropshiru, který užíval pseudonym Christos Beest. V letech 1996 až 2002 byl vnějším zástupcem jistý Vilnius Thornian, identifikovaný později insidery jako Michael Ford. Blog organizace White Star Acception tvrdil, že vnější zástupkyní Řádu devíti úhlů je členka této skupiny Chloe Ortegová; tento blog přestal být aktivní v roce 2013. V roce 2013 se za vnější zástupkyni Řádu prohlásila americká členka tradice Rounwytha užívající pseudonym Jall.
Podle Longa je „vnější zástupce... zajímavý a poučný příklad Labyrinthu Mythologicu, ... trik“, který má svádět na falešnou stopu. Long dále napsal, že „je úskokem, když kandidát nebo zasvěcenec otevřeně šíří materiály Řádu devíti úhlů a třeba dává i rozhovory o Řádu do médií pod záminkou, že má nějakou autoritu, ačkoli taková autorita – i nezbytná hierarchie, která by mohla autoritu udělit – je v rozporu s naším raison d'être; samozřejmě očekáváme, že ti, kdo začínají patřit k nám, to pochopí nebo vycítí“. Podle Senholta Řád devíti úhlů nedává žádné tituly, Monette konstatuje, že v Řádu devíti úhlů není žádná centrální autorita.
V rámci Řádu byla skupina dlouholetých zasvěcenců známá jako Stará garda (Old Guard) nebo Vnitřní ONA (Inner ONA) , kteří byli díky své zkušenosti novějšími členy často žádáni o radu. Stará garda, k níž patřili Christos Beest, Sinister Moon, Dark Logos a Pointy Hat, v roce 2011 oznámila, že se stahuje z veřejné sféry.

### Členství
Řád devíti úhlů prohlásil, že není okultní organizací v konvenčním smyslu, ale esoterickou filosofií. Ti, kdo se Řádem zabývají akademicky, však píší o „členství v ONA“. V přehledu britských satanistických skupin z roku 1995 Harvey uvádí, že ONA má pravděpodobně méně než deset a snad i méně než pět členů. V roce 1998 Jeffrey Kaplan a Leonard Weinberg konstatovali, že počet členů Řádu je „nekonečně malý“ a že skupina funguje především korespondenčně. Anton Long v dopise Aquinovi z října 1990 napsal, že „jakmile se techniky a podstata stanou šířeji dostupnými, pak se členství jako takové stane bezvýznamným, neboť vše bude dostupné a přístupné… a jen jednotlivec bude zodpovědný za svůj vlastní rozvoj, za své vlastní zkušenosti“.
Senholt v roce 2013 napsal, že protože skupina nemá žádné oficiální členství, je obtížné, ne-li nemožné, počet členů Řádu stanovit. Přibližný počet celkového počtu osob nějakým způsobem zapojených do Řádu mezi lety 1980 a 2009 odhadoval na několik tisíc na základě počtu časopisů a účastníků online diskusí. Zároveň konstatoval, že „počet dlouholetých stoupenců je mnohem menší“. Monette téhož roku konstatoval, že počet „spolupracovníků“ v širším slova smyslu je větší než dva tisíce, přičemž zastoupení pohlaví je přibližně stejné, ačkoli s jistou regionální variací a rozdíly mezi jednotlivými nexiony. Introvigne k tomu poznamenává, že v takovém případě by bylo možné, že Řád devíti úhlů je „největší satanistickou organizací na světě.“
Podle novějších průzkumů má Řád více podporovatelů mezi ženami než Církev Satanova i Séthův chrám, více žen s dětmi, více starších podporovatelů, více podporovatelů s lepším socioekonomickým zázemím a více podporovatelů s pravicovým politickým smýšlením.

## Terorismus a zločiny
Podle občanskoprávní organizace Southern Poverty Law Center má Řád „významné místo v okrajové, mezinárodní síti okultních, esoterických a/nebo satanistických neonacistických skupin“. Několik novin zmínilo propojení Řádu s vysoce postavenými osobnostmi krajní pravice, např. Garronem Helmem, Jackem Tchorzewskim a dalšími.
23. září 2019 byl čtyřiadvacetiletý americký voják Jarrett William Smith obviněn z šíření informací týkajících se výbušnin a zbraní hromadného ničení. Podle státního zástupce Smith plánoval spolu se třemi dalšími lidmi zavraždění federálních agentů „pro větší slávu svého satanistického náboženství“. K činu se přiznal a byl odsouzen ke 30 měsícům vězení.
Americký parašutista Ethan Melzer z 1. praporu 503. pěchotního pluku, který sídlí v italské Vicenze, v letech 2019 a 2020 plánoval zavést svou jednotku do léčky, v níž by zemřelo tolik jeho kolegů, kolik by jen bylo možné. V červnu 2020 byl obviněn z spiknutí, pokusu o vraždu a poskytování materiální podpory teroristům. Dále byl obviněn z toho, že sděluje utajované informace (mimo jiné polohu své jednotky) svým spoluspiklencům z nexionu RapeWaffen a Řádu devíti úhlů. Hrozí mu doživotní trest.
Po Melzerově odhalení se prokázal kontakt s Řádem devíti úhlů a držení jeho literatury a rituálních předmětů u několika dalších vojáků.
V lednu 2020 byl zatčen stoupenec Řádu Luke Austin Lane a dva jeho komplicové za to, že údajně shromažďovali zbraně a plánovali vraždu antifašistického páru a jejich dvou dětí. V rámci přípravy Lane a asi dvanáct dalších lidí prodělali paravojenský trénink, obětovali berana, vypili jeho krev a v rámci okultního rituálu konzumovali psychedelické látky.
Organizace Hope not Hate v březnu 2020 oznámila, že v posledních dvanácti měsících bylo zahájeno šest trestních stíhání v souvislosti s teroristickými útoky neonacistů napojených na Řád devíti úhlů. V roce 2019 se reportér The Times dostal do diskusní skupiny označované jako Řád devíti úhlů na komunikační platformě Discord. Účastníci diskuse zde otevřeně vyzývali k teroristickým útokům a oslavovali esoterický hitlerismus. V březnu 2020 zahájila skupina Hope Not Hate kampaň za zákaz Řádu devíti úhlů coby teroristické organizace, což podpořilo několik britských poslanců.
18. září 2020 policie v Torontu zadržela čtyřiatricetiletého Guilherma Von Neutegema a obvinila ho z vraždy údržbáře v místní mešitě Mohameda-Aslima Zafise. Von Neutegem je členem Řádu devíti úhlů a na účtech na sociálních sítích jsou i jeho videa, kde zpívá satanistické zpěvy. Doma měl i oltář se symbolem Řádu.
V dubnu 2021 americká demokratická poslankyně Elissa Slotkinová vyzvala ministra zahraničí Antonyho Blinkena, aby Řád označil za „zahraniční teroristickou organizaci“ (foreign terrorist organisation).
Kanadské ozbrojené síly zahájily v říjnu 2020 vnitřní vyšetřování poté, co byl voják speciálních jednotek CJIRU identifikován jako člen Řádu.. V únoru 2021 se muž z Cornwallu považovaný za vůdce britské odnože neonacistické Feuerkrieg Division přiznal ke dvanácti teroristickým útokům. Při domovní prohlídce v jeho domě byla nalezena i řádová literatura.

### Sexuální zneužívání
Antifašistické organizace, několik britských politiků a média informovaly o tom, že Řád devíti úhlů schvaluje a doporučuje sexuální zneužívání. Mnoho členů Řádu devíti úhlů otevřeně schvaluje znásilnění jako efektivní způsob podkopání společnosti překročením jejích norem. Organizace White Star Acception připouští, že se dopouští znásilnění, a texty Řádu devíti úhlů jako The Dreccian Way, Iron Gates, Bluebird a The Rape Anthology schvalují a doporučují znásilnění a pohlavní zneužívání dětí, hovoří dokonce o tom, že znásilnění je nezbytné pro to, aby se člověk stal nadčlověkem. Podle BBC existuje podezření, že je s Řádem devíti úhlů spojen větší počet pedofilů. Do skupiny jsou lákány i třináctileté děti.
V únoru 2019 FBI zadržela dvacetiletého člena neonacistické organizace Atomwaffen Division Benjamina Bogarda, když právě stavěl bombu, kterou chtěl spáchat teroristický útok. Protože byla v jeho mobilním telefonu nalezena videa znásilňovaných dívek, byl obviněn rovněž z držení dětské pornografie.
Člen yorkshirského nexionu Řádu devíti úhlů Drakon Covenant Ryan Fleming byl odsouzen za znásilnění čtrnáctileté dívky; předtím byl odsouzen za sexuální útok a mučení mladistvé. Jiný člen Řádu Andrew Dymock, který je obviněn z 15 terorisitckých útoků, byl policií vyslýchán také v souvislosti se sexuálním útokem na nezletilou dívku, která měla do těla vyřezané nacistické a okultistické symboly.
V červenci 2020 byl jiný člen Řádu Jacek Tchorzewski shledán vinným z terorismu a z držení více než 500 obrázků a videí zachycujících znásilnění dětí, dokonce i šestiletých, a nekrofilii. Tchorzewski také vlastnil nacistickou a satanistickou literaturu zobrazující znásilnění a pedofilii. Jeho spoluobviněný Michal Szewczuk měl blog vyzývající ke znásilňování a mučení oponentů včetně malých dětí; Szewczuk byl odsouzen ke čtyřem letům vězení za teroristickou činnost. Ethan Melzer také patřil k šifrované chatovací místnosti Řádu, kde se členové navzájem podněcovali k sexuálnímu násilí a sdíleli videa znásilnění. V listopadu 2019 byl teenager z Durhamu, který se podle BBC hlásí k „okultnímu nacismu“ a „pod vlivem Řádu devíti úhlů se snaží změnit sebe sama podle jejich literatury“, shledán vinným z teroristického útoku a sexuálního útoku na dvanáctiletou dívku. Nakonec byl vedle terorismu obviněn i
z pěti sexuálních útoků.
V březnu 2020 byl významný člen Řádu devíti úhlů a bývalý vůdce neonacistické organizace Atomwaffen Division John Cameron Denton obviněn z vlastnictví a šíření dětské pornografie zachycující zneužití nezletilé dívky jeho skupinou a z 134 výhružek smrtí a bombovým útokem novinářům a menšinovým komunitám. 2. září 2020 se jiný člen, osmnáctiletý Harry Vaughan přiznal ke 14 teroristickým zločinům a k držení dětské pornografie. Při policejní prohlídce policie našla videa brutálních znásilnění dětí, návody k výrobě bomb, detonátorů a střelných zbraní a publikace Řádu devíti úhlů.

### Legion Ave Satan
Ruská Federální služba bezpečnosti v dubnu 2020 v Krasnodaru zadržela skupinu satanistů podezřelých z toho, že „veřejně vyzývali k extremistickým aktivitám“, podněcovali k vraždě z náboženské a rasové nenávisti a dopouštěli se násilí na ženách. Během razie policie získala extremistické materiály. Satanisté patřili ke skupině Legion Ave Satan, krasnodarské odnoži Řádu devíti úhlů, která jako svůj symbol používala říšskou orlici držící pentagram a meč. Na jejich dnes zakázané stránce na sociální síti VKontaktě uváděli, že nexiony existují ve všech zemích Společenství nezávislých států, hlásili se k Řádu devíti úhlů, identifikovali se jako stoupenci „tradičního satanismu“ a „předkřesťanské víry“. Skupina se poprvé dostala do ruských médií v roce 2018, kdy jistý teenager zapálil kostel v Karélii. Tento teenager vyjádřil na sociální síti svou podporu Legion Ave Satan a vyfotil se s ústenkou s obrázkem lebky, což je jeden ze symbolů Atomwaffen Division i Řádu devíti úhlů. Byl podroben nucené psychiatrické léčbě. Karelský nexion užíval ke shromážděním starou drůbeží farmu ve městě Kondopoga a podle médií skupina lákala děti k prostituci..

## Vliv
Hlavní zdroj vlivu Řádu devíti úhlů nespočívá ani tak ve skupině samé, jako spíše v rozsáhlých písemných materiálech, které zveřejňuje. Podle Senholta „Řád devíti úhlů vyprodukoval více materiálů o teoretických i praktických aspektech magie a ideologických textů o satanismu a stezce levé ruky obecně než větší skupiny jako Církev Satanova nebo Séthův chrám dohromady, v důsledku čehož je Řád devíti úhlů důležitým hráčem v teoretické diskusi o tom, co stezka levé ruky a satanismus jsou a co by podle svých praktikujících měly být“.
Tyto texty byly zprvu distribuovány ostatním satanistickým a neonacistickým skupinám, s rozvojem internetu však bylo k šíření spisů užíváno i toto médium; podle Monetteho dosáhli „značné přítomnosti v okultním kyberprostoru“ a stali se „jednou z nejvýraznějších skupin stezky levé ruky díky své veřejné přítomnosti“. Mnoho jejich textů bylo reprodukováno jinými skupinami. Kaplan považuje Řád devíti úhlů za „důležitý zdroj satanistické ideologie/teologie“ pro „okrajovou okultistickou odnož nacionálního socialismu“, především pro neonacistické skupiny jako The Black Order of Pan Europa. Skupině byla věnována větší pozornost poté, co vzrostl zájem o Myattův vliv na teroristické skupiny během války proti terorismu. Senholt dodává, že by bylo „potenciálně nebezpečné tyto fanatiky ignorovat, jakkoli omezený může být jejich počet“.

### Hudba a literatura
Vlivu Řádu devíti úhlů podléhají i některé black metalové skupiny jako Hvile i Kaos, kteří „připisují svůj smysl a témata filosofiím Řádu devíti úhlů“, ačkoli v prosinci 2018 už s Řádem nebyli v kontaktu. Francouzská skupina Aosoth je pojmenována po božstvu Řádu devíti úhlů a i jejich texty jsou ovlivněny jejich ideologií. Album Intra NAOS italské skupiny Altar of Perversion je pojmenováno podle textu Řádu devíti úhlů NAOS: A Practical Guide to Modern Magick a popisuje pokrok členů skupiny na „posvátné cestě“. Internetový magazín The Quietus v roce 2018 v sérii článků popisoval propojení mezi krajně pravicovou politickou scénou, hudbou a Řádem devíti úhlů.
Satanistický Řád devíti úhlů je hlavním antagonistou v cyklu románů Jack Nightingale od Stephena Leathera. S pozměněným názvem Řád devíti andělů (Order of Nine Angels) skupina figuruje v románu Child for the Devil od Conrada Jonese.